# Monodaeus rectifrons
Monodaeus rectifrons is een krabbensoort uit de familie van de Xanthidae. De wetenschappelijke naam van de soort is voor het eerst geldig gepubliceerd in 1967 door Crosnier.